# Cleyera serrulata
Cleyera serrulata är en tvåhjärtbladig växtart som beskrevs av Jacques Denys Denis Choisy. Cleyera serrulata ingår i släktet Cleyera, och familjen Pentaphylacaceae. Inga underarter finns listade i Catalogue of Life.